# Delia steiniella
Delia steiniella är en tvåvingeart som först beskrevs av Fritz Isidore van Emden 1951.  Delia steiniella ingår i släktet Delia och familjen blomsterflugor. Inga underarter finns listade i Catalogue of Life.